# رودي رحمة
رودي رحمة (مواليد أكتوبر 1967 بشري بلبنان) نحات ورسام وشاعر لبناني. نحت أشجار الأرز الميتة التي كان من المفترض قطعها وصنع «لامارتين أرز» في غابة أرز الله في منطقة بشري بلبنان نحت التمثال عند مدخل متحف جبران خليل جبران. نحت نعشي البطريرك الأسبق الكاردينال صفير والشاعر اللبناني سعيد عقل.

## حياته
التحق بكلية القديس يوسف عينطورة في كسروان، ثم درس في «الأكاديمية اللبنانية للفنون الجميلة - ألبا». ثم تخصص في الجص والنحت في أكاديمية سبينيلي "Academia Spinelli" في فلورنسا ثم درس في مسبك كوبرتان "La Fonderie Coubertin" في باريس.

## المعارض
2020 - أستراليا - سيدني - معرض «تجديد» AAD
2019 - لبنان - بيروت - The Garden Show 16th
2018 - لبنان - بيروت - ساحة الفنون الحمراء
2017 - الإمارات - أبو ظبي - فندق لو رويال ميريديان
2016 - إيطاليا - إمبيريا - معرض الصور الدولي للفن المعاصر
2016 - المملكة المتحدة - لندن - معرض مونتوليفيتو: مدن أوروبا / لندن كالينغ
2016 - بلجيكا - بروكسل - المعرض الدولى للفن المعاصر (Salon international d'art contemporain)
2016 - فرنسا - باريس - معرض الضوء والشفافية Etienne de Causans
2015 - الولايات المتحدة - ميامي - معرض ميامي ريفر للفنون
2015 - سنغافورة - WTECA
2012 - لبنان - بيروت - متحف توازن روبير معوض الخاص
2011 - لبنان - بيروت - The Garden Show

## التكريم والجوائز
- جائزة خلال مهرجان بياف الثاني عشر، 2025، بيروت